# Gymnasium Soltau
Das Gymnasium Soltau ist das einzige Gymnasium und eine der größten Schulen der niedersächsischen Stadt Soltau.
Das Gymnasium wurde 1893 als Höhere Privatschule gegründet. Nach jahrelangen vergeblichen Versuchen der staatlichen Anerkennung unter Schulleiter Hans Christian Cordsen wurde die Schule am 1. April 1944 durch die nationalsozialistische Regierung als Staatliche Oberschule für Jungen anerkannt. Seit 1956 trägt es den heutigen Namen. Nach knapp dreijähriger Bauzeit wurde 1958 das auch heute noch genutzte mehrtraktige Schulgebäude im Böhmewald bezogen.
Mehrfach in der Geschichte betrug die Zahl der Schüler bis zu 1400, nach einigen Umstrukturierungen besuchen heute knapp 1000 Schüler das Gymnasium Soltau. Schulleiter ist seit 2015 Volker Wrigge. Als Logo des Gymnasiums wurde das Möbiusband ausgewählt, eine Skulptur von Manfred Klatte schmückt den Eingangsbereich der Schule. Schwerpunkte werden in der Schule unter anderem auf die Berufsvorbereitung, Austauschprogramme und verschiedene Musik- und Theatergruppen gelegt, die in der Aula des Gymnasiums regelmäßig Auftritte veranstalten.

## Schulprogramm
Schüler, Lehrer und Eltern haben gemeinsam ein Schulprogramm entwickelt, das die Leitlinien und perspektivischen Entwicklungsmöglichkeiten der Schule aufzeigt. Das Programm wird seit 2006 im Rahmen einer systematischen Qualitätsentwicklung basierend auf dem Orientierungsrahmen „Schulqualität in Niedersachsen“ stetig aktualisiert und erweitert.
Es umfasst gesammelte Informationen u. a. zur Schulentwicklungsplanung, aktuellen und historischen Rahmenbedingungen, laufenden und geplanten Projekten und Schwerpunkten in den Bereichen Unterricht und Schulleben sowie Aussagen über Kooperationsbeziehungen der Schule. Im Mittelpunkt steht insbesondere auch das Konzept Fordern und Fördern, das unter anderem auch eine Hausaufgabenbetreuung von Schülern für Schüler und eine Hochbegabtenförderung beinhaltet.
Als Leitgedanke des Gymnasiums wurde der Satz „Bildung ist mehr als Wissen.“ ausgewählt.

## Geschichte

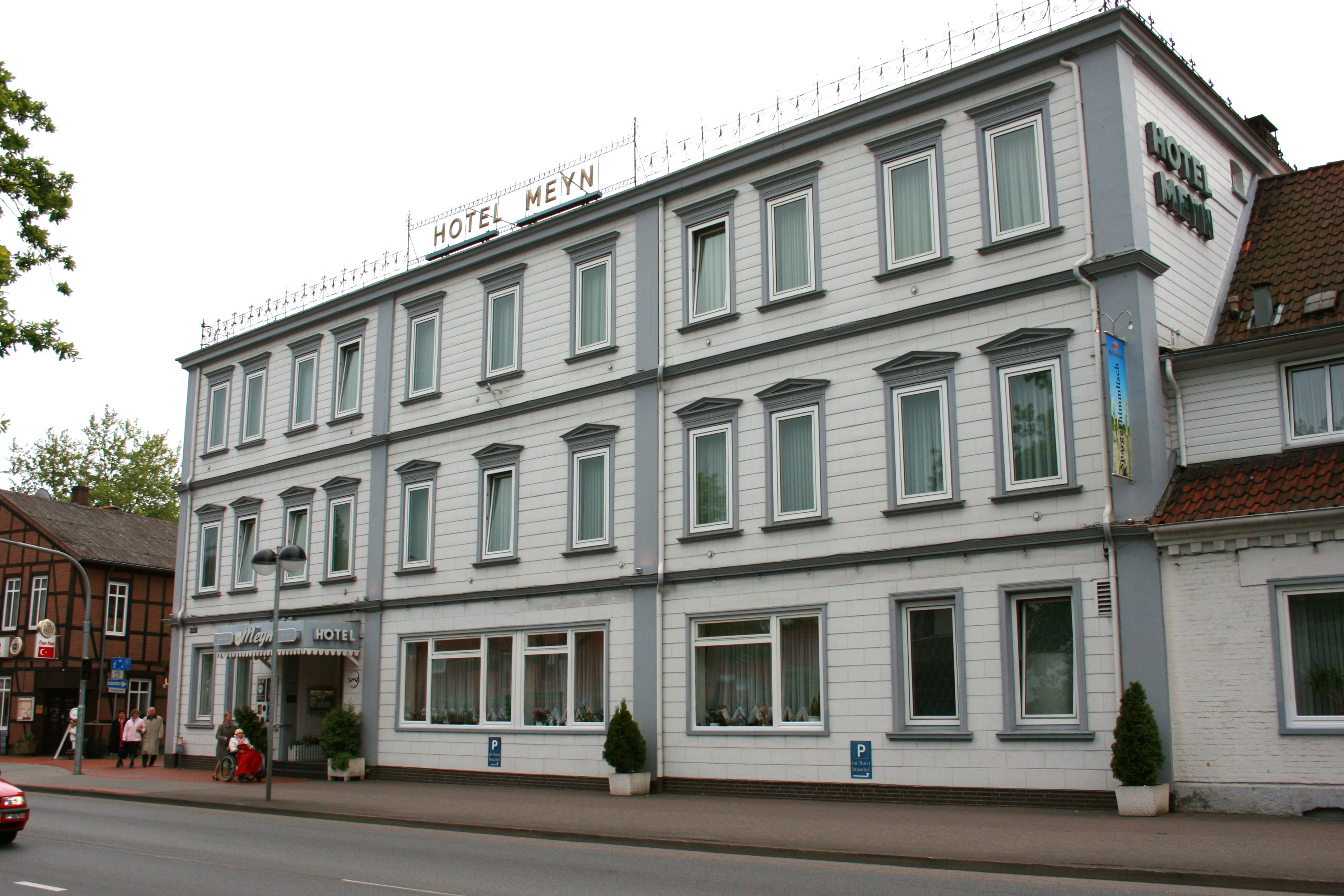
Hotel Meyn – Gründungsstätte der Höheren Privatschule

### Gründung der Höheren Privatschule (1893)
Am 20. Februar 1893 versammelten sich knapp zwanzig Soltauer Bürger im heutigen Hotel Meyn an der Poststraße, um die Gründung einer höheren Privatschule zu beraten. 16 von ihnen gaben schriftlich eine Garantie ab, die Schule im Bedarfsfall mit jährlichen Zahlungen von insgesamt 4600 Mark zu unterstützen. Die an diesem Abend neu gegründete Generalversammlung, dessen Vorsitz zwei Wochen später Landrat Wilhelm Heinichen übernahm, formulierte die Ziele der Lehranstalt in § 1 seiner Satzung mit den Worten: „Die Schule soll die Knaben für die höhere Real- und Gymnasialschulen, die Mädchen für höhere Töchterschulen vorbereiten bzws. ihnen eine abgeschlossene Bildung verleihen.“ Nach der Genehmigung durch die Königliche Regierung am 7. März, wurde zu Ostern 1893 eine Sexta mit elf Schülern eingerichtet, der Unterricht begann am 11. April 1893 mit einer kleinen Feier. Die Volksschule bot ein Klassenzimmer zur Miete an, Lehrer der Volksschule übernahmen einige Unterrichtsstunden. Für den restlichen Unterricht war der Schulleiter Christian Gerdes zuständig. Bereits zum 1. Juli 1893 verließ Gerdes jedoch die Schule wieder, sein Nachfolger wurde der 25-jährige Max Busse, der entscheidenden Anteil am Aufbau der Schule in den folgenden Jahren haben sollte.

### Entwicklung der Privatschule in den Anfangsjahren (1894–1922)

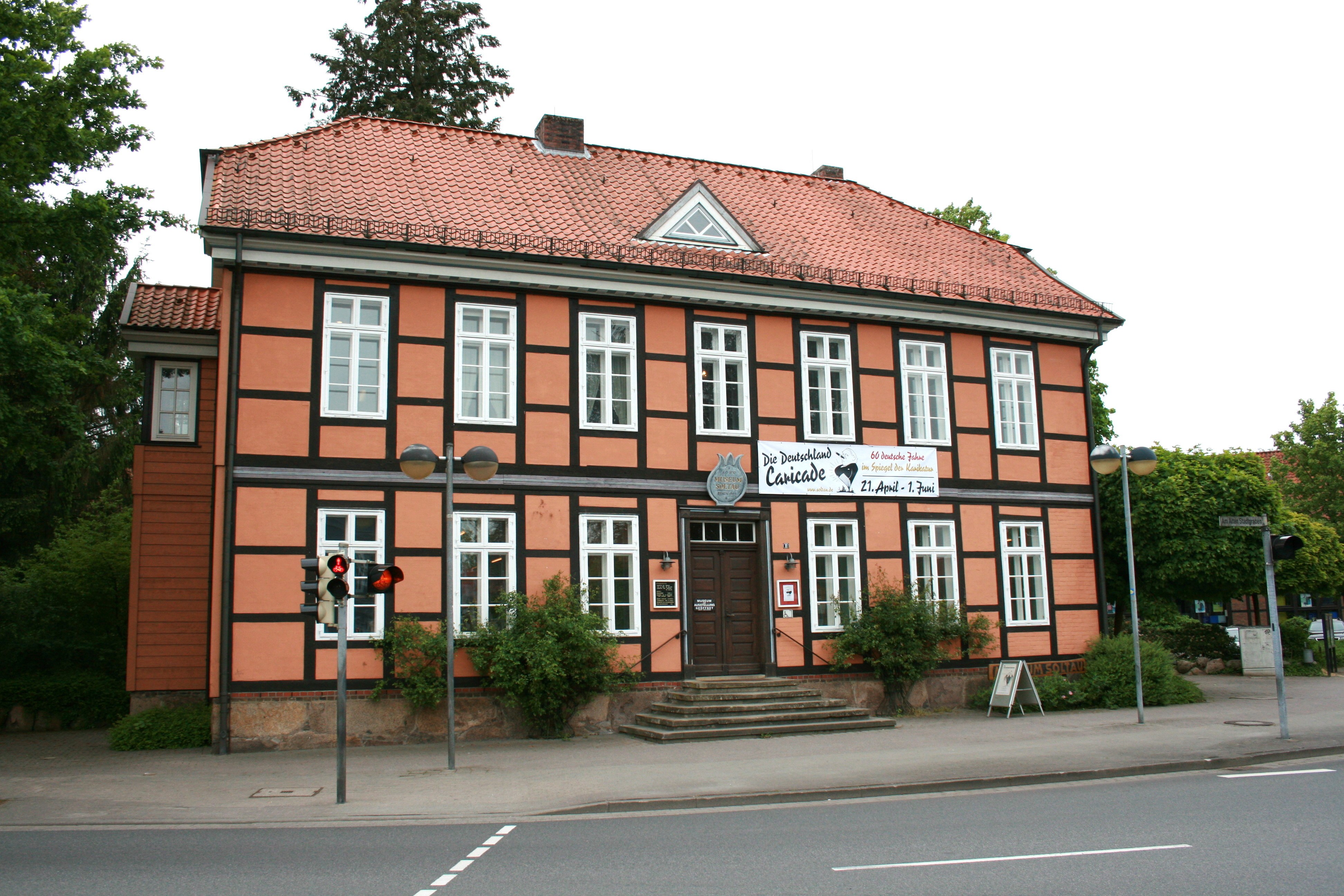
Das frühere Gemeindehaus bot in den Anfangsjahren Räumlichkeiten für die Privatschule

Im zweiten Schuljahr ihres Bestehens 1894/1895 hatte die Schule trotz des nach wie vor parallel bestehenden häuslichen Privatunterrichts bereits drei Klassen. Die Raumsituation wurde zunächst provisorisch gelöst; im Sommer 1894 stellte der Superintendent den Konfirmandensaal und zwei kleine Räume im Gemeindehaus (heutiges Heimatmuseum) zur Verfügung, danach wurden Räume der Soltauer Schulgemeinde in der Mühlenstraße genutzt. Im Februar 1985 plante das Kuratorium ein eigenes, kleines Schulgebäude am Rühberg, dessen Eröffnung bereits am 15. Oktober 1895 gefeiert wurde. Nachdem Schulleiter Busse im Februar 1899 zurück in seine sächsische Heimat gegangen war, gab es in den folgenden Jahren aus verschiedenen Gründen mehrere Schulleiter- und Lehrerwechsel, was auch dazu führte, dass die Schülerzahlen deutlich zurückgingen.
Erst nachdem Heinrich Aschermann 1902 den Posten übernommen und ihn für 21 Jahre innegehabt hatte, ging es mit der Entwicklung der Schule wieder bergauf. Auch während des Ersten Weltkrieges ging der Schulbetrieb für die 116 Schüler (Schuljahr 1913) überwiegend seinen normalen Gang inklusive Schulausflügen und Feiern. Einige Lehrer und 26 ehemalige Schüler der Soltauer Privatschule fielen jedoch im Krieg. Nach Kriegsende geriet die Höhere Privatschule aufgrund der finanziellen Probleme und der Arbeitslosigkeit vieler Bürger, der Vernichtung von Geldvermögen durch die Inflation und gleichzeitig steigenden Ausgaben in Nöte. Zum 28. Oktober 1920 erklärte Schulleiter Aschermann, dass das gesamte Lehrpersonal wegen mangelhafter Besoldung gekündigt hatte. Das Schulgeld stieg daraufhin auf 500 Mark an, was die Lage zunächst etwas verbesserte, dennoch blieb die Lage angespannt. Ein über die Presse ausgetragener Streit mit der Volksschule, die ihrerseits eine Mittelschule gründen wollte und damit in Konkurrenz zur Privatschule treten wollte, heizte die Situation weiter an. Die Mittelschule wurde schließlich im März 1921 gegründet und die dortige Schülerzahl wuchs rasch an.

### Umwandlung in ein Privat-Realgymnasium (1923–1926)
Am 13. Dezember 1922 kamen etwa vierzig Eltern zu einer Generalversammlung zusammen, um das Fortbestehen der Schule zu beraten. Dieses Treffen markierte einen wichtigen Meilenstein in der Geschichte der Schule. Es wurde nicht nur das Weiterbestehen der Privatschule beschlossen und eine Kommission gewählt, die das Kuratorium bei der Suche eines Nachfolgers des Schulleiters – Aschermann hatte aus gesundheitlichen Gründen sein Ende zum April 1923 angekündigt – unterstützen sollte, gleichzeitig wurde beschlossen, dass der neue Schulleiter die Schule zur Vollanstalt ausbauen sollte, sodass sie in Zukunft das Maturum (Abitur) selbst verleihen kann. Im Januar 1923 wurde als neuer Schulleiter Hans Christian Cordsen vorgestellt. Die Soltauer Nachrichten kommentierten dies am nächsten Tag mit den Worten: „Selbst die zuständige Regierungsstelle in Lüneburg und seine frühere Schulbehörde in Hamburg beglückwünschen das Kuratorium, einen so bedeutenden Schulmann für Soltau gewonnen zu haben.“ Zum neuen Schuljahr 1923/1924 wurde die Höhere Privatschule in Privat-Realgymnasium Soltau umbenannt.
Die Aufbruchstimmung wurde durch die erfolgreiche Entwicklung der Mittelschule gedämpft. 1923 besuchten bereits mehr als 220 Schüler diese Einrichtung, im Januar 1924 wurde dort zudem der Anschluss an das Realgymnasium Uelzen beschlossen, was den Schülern der Soltauer Mittelschule den Erwerb der Hochschulreife ermöglichte und der Mittelschule einen deutlichen Vorteil gegenüber dem Privat-Realgymnasium verschaffte. Auch die extremen Schwierigkeiten während der Inflation – 1923 wurde das Schulgeld im nahezu zweiwöchentlichen Rhythmus erhöht, im September stieg es auf 50 Millionen Mark – erschwerten die Situation. Dank der Bereitschaft der Eltern und Unterstützung durch Kreis und Stadt überstand die Privatschule auch diese Zeit und plante zudem seinerseits den Anschluss an das Realgymnasium Lüneburg, der am 3. November 1924 von der Regierung in Lüneburg genehmigt wurde. Der Lüneburger Schulleiter besuchte von jetzt an mehrmals jährlich die Soltauer Klassen im Unterricht und hielt die staatlichen Versetzungsprüfungen ab.
Die vom Soltauer Schulleiter Cordsen ins Leben gerufenen höheren Privatschulen in Wietzendorf (1922–1926), Bispingen (1924–1935) und Neuenkirchen (1924–1937) bildeten kurzzeitig den Unterbau der Soltauer Privatschule. Nach ihren Auflösungen wechselten die Schüler nach Soltau.

### Einrichtung eines Schülerheims und vergeblicher Wunsch nach staatlicher Anerkennung (1927–1937)
Den Ausbau zu einer staatlich anerkannten Vollanstalt mit Berechtigung zur Reifeprüfung geriet jedoch schnell ins Stocken. Finanzielle Sorgen, bürokratische Hürden, regionale Widerstände und zu geringe Schülerzahlen insbesondere in den älteren Jahrgängen ließen dieses Vorhaben nahezu unmöglich erscheinen. Doch Cordsen gab nicht auf und nachdem ihm 1927 das Kultusministerium in Berlin zur Einrichtung eines Schülerheims geraten hatte, um die erforderliche Schülerzahl von etwa 220 zu erreichen, begann er zügig mit der Planung.
Noch im Jahr 1927 begann das Schülerheim Böhmewald mit drei Schülern. Zunächst war es in der Viktoria-Luise-Straße 3 untergebracht, dort war allerdings lediglich Platz für 18 Schüler. Die Schülerzahlen wuchsen jedoch schnell an, sodass Cordsen im November 1928 den sogenannten Grünhagenhof, ein Wohnhaus mit Nebengebäuden und Garten an der Rosenstraße 10, anmietete. Das Gebäude bot zwischen Mai 1929 und Mai 1932 35 Heimschülern und den betreuenden Lehrern Unterkunft. Parallel wurden zunächst übergangsweise einige Zimmer im ehemaligen Böhmewald-Hotel an der Bornemannstraße 20 angemietet. Nach weiteren Verhandlungen kaufte der Schulverein das Hotelgebäude zum 1. Oktober 1929 der Stadt ab, welches nach umfangreichen Umbauarbeiten ab dem 10. Januar 1930 auch als neues Schulgebäude diente. Dazu wurde ab Dezember 1930 noch ein Gebäude in der Viktoria-Luise-Straße 1 angemietet. Bereits 1931 übertraf die Zahl der Heimschüler (103) die der einheimischen (99), und die Gesamtzahl näherte sich der benötigten Zahl für die staatliche Anerkennung. Das Schülerheim war also ein voller Erfolg, auch wenn es für Cordsen aufgrund der zahlreichen Umzüge und Renovierungen eher ein Verlustgeschäft war.
Ostern 1931 gab es auch erstmals eine Oberprima an der Privatschule, doch die Prüfung mussten die Schüler weiterhin an einer öffentlichen Schule ablegen. Cordsen wurde klar, dass die staatliche Anerkennung vorerst nicht zu erreichen war. Neben der damaligen allgemeinen Schulpolitik, die Anzahl von weiterführenden Schulen eher zu senken als zu erhöhen, verhinderten dies vermutlich weitere Gründe. So wäre der mit der Anerkennung einhergehende Wegfall staatlicher Zuschüsse finanziell nicht zu verkraften gewesen, zudem war der Schulbehörde offenbar das Engagement einiger Schüler für den aufstrebenden Nationalsozialismus ein Dorn im Auge. Die angestrebte Anerkennung wurde also zurückgestellt.
Im Januar 1934 gab Cordsen bekannt, dass im Laufe der Jahre 1932 und 1933 beschlossen worden sei, dass die Oberstufe der Soltauer Privatschule nach Malente in Ostholstein verlegt werden solle. Die dortige bereits nationalsozialistische Regierung in Oldenburg gestattete, anders als die preußische, die Abhaltung der Reifeprüfungen. Das Landschulheim Nordmark sollte als staatliche nationalsozialistische Bildungsanstalt geleitet werden. Nach der Machtübernahme der NSDAP in Preußen hätte Cordsen die Oldenburger Genehmigung wohl gern ruhen lassen, doch der Eutiner Regierungspräsident Böhmcker drängte auf die Ausführung und Weihnachten 1933 war der Weg für die Gründung des Landschulheims frei. Cordsen entschied sich schließlich für das Haus Waldfrieden in Sielbeck als Standort. Nach einem Missverständnis war das Ablegen der Reifeprüfung zunächst doch nicht möglich und nachdem im Januar 1936 Cordsens Antrag auf staatliche Anerkennung aufgrund von mangelnden Leistungen der Schüler doch nicht erteilt wurde, schloss Cordsen das Landschulheim im Oktober 1936 mit erheblichen finanziellen Verlusten wieder.
1937 wagte Cordsen gemeinsam mit dem Bürgermeister Klapproth einen neuen Vorstoß für eine staatliche höhere Schule in Soltau. Die Stadt feierte in diesem Jahr ihr 1000-jähriges Jubiläum, die Einwohnerzahl war auf 8000 angewachsen und zahlreiche Behörden hatten ihren Sitz in der Stadt. Doch auch dieser Antrag wurde mit dem Vermerk „vorläufig zurückgestellt“ abgewiesen. Hauptgrund war vermutlich, dass Reichserziehungsminister Bernhard Rust noch nicht abschließend über die Neugestaltung des höheren Schulwesens in Deutschland entschieden hatte.

### Anerkennung als staatliche Oberschule durch die Nationalsozialisten (1938–1944)
Nach der Schulreform und der Einrichtung von Deutschen Oberschulen zu Beginn des Schuljahres 1938/1939 war Cordsen, der zunächst noch große Hoffnungen in eine Schulreform der Nationalsozialisten setzte, mittlerweile ernüchtert. Dennoch verfolgte er weiter sein Ziel der staatlichen Anerkennung. 1938 wurde weiter verhandelt und schließlich am 11. August durch den Reichsminister entschieden, dass Soltau zu Ostern 1939 eine öffentliche höhere Schule, beginnend mit der Sexta, erhalten sollte. Bedingungen dafür waren aber die Klärung der Finanzierung und ein Neubau des Schulgebäudes, insbesondere einer Turnhalle. Für die älteren Jahrgänge wurde die Privatschule übergangsweise staatlich anerkannt. Die Staatlich anerkannte Private Oberschule für Jungen sollte zunächst den Namen Hermann-Löns-Schule erhalten, was aber bei den Schülern auf Ablehnung stieß.
Ein Treffen von Vertretern der beteiligten Orts-, Provinz- und Reichsbehörden in Soltau am 23. Juni 1939 führte zu dem Ergebnis, dass die Privatschule möglichst bald in eine öffentliche Anstalt umgewandelt werden sollte. Den Großteil der Kosten sollte der Staat übernehmen, auch die Stadt beteiligte sich und sagte unter anderem ein kostenloses Grundstück für den geplanten Neubau zu. Aufgrund des Beginns des Zweiten Weltkrieges passierte zunächst jedoch nichts. Im März 1942 schlug der Oberschulrat Schmadtke Alarm, da die Existenz der Schule aufgrund extremen Lehrermangels – die private Schule konnte keine Beamten einstellen – in Gefahr war. Der Antrag auf Verstaatlichung ging am 1. April 1942 erneut nach Berlin und wurde aus finanziellen Gründen abgelehnt. Mit Unterstützung der ansässigen Behörden wurde noch im gleichen Jahr ein erneuter Anlauf gewagt, die wachsenden Schülerzahlen duldeten keinen Aufschub mehr.
Tatsächlich geschah etwas. Die privat geleitete Schule unter dem erkrankten Schulleiter Cordsen war den Nationalsozialisten offenbar nicht mehr recht. Auch Gerüchte über eine homosexuelle Affäre an der Schule, die zu mehreren Festnahmen führten, waren der Grund für eine unangemeldete Schulinspektion am 8. Dezember 1943 durch den stellvertretenden Gauleiter Peper und den NSDAP-Kreisleiter. Diese führte zu folgendem Ergebnis: „Die Schule muss unverzüglich aus den Händen des Professors Cordsen kommen und zu einer Heimschule unter SS-Obergruppenführer Heißmeyer umgewandelt werden.“ Dann ging alles sehr schnell: Cordsen wurde der Rücktritt zum Jahresende nahegelegt, dem er nachkam, im Januar 1943 wurde Schaeffer als kommissarischer Leiter der Soltauer Privatschule eingesetzt. Schule, Schulverein und Schülerheim wurden gleichgeschaltet und waren nun in der alleinigen Verantwortung von Bürgermeister Klapproth.
Am 25. Juni 1943 erklärte sich der Reichserziehungsminister schließlich einverstanden mit der Einrichtung einer staatlichen Oberschule in Soltau. Diskussionen über die Finanzierung des Neubaus und schließlich ein Bombenangriff auf die Schulabteilung in Hannover im Oktober 1943 sorgten für weitere Verzögerungen, bis am 21. April 1944 schließlich die Genehmigung aus Berlin erfolgte. Rückwirkend zum 1. April 1944 wurde aus der Staatlich anerkannten Höheren Privatschule die Staatliche Oberschule für Jungen.

### Die Soltauer Oberschule während des Zweiten Weltkrieges (1939–1945)
Die im Schuljahr 1940/1941 erstmals vorhandene Klasse 8, deren Schüler 1941 die ersten Reifeprüfungen der Schule ablegen sollten, wurde im Oktober 1940 aufgelöst. 18 Jungen wurden in den Heeresdienst eingezogen und erhielten von der Schule ein Abgangszeugnis mit Reifevermerk. Ein Jahr später wurde auch die nächste Jahrgangsstufe aufgelöst, da die zwölf Jungen ebenfalls eingezogen wurden. Das einzige Mädchen der Klasse erhielt am 27. März 1942 das erste durch eine Prüfung erworbene Reifezeugnis an der Soltauer Oberschule. Auch 1943 (ein Schüler) und 1944 (sechs Schüler) legte aufgrund des Krieges nur ein kleiner Teil der Schüler die Prüfung ab. Zahlreiche Lehrer wurden ebenfalls in den Krieg einberufen. In den Jahren 1941 bis 1944 erwarben insgesamt 70 Schüler die Hochschulreife. Unter anderem aufgrund der Bombardierung Hamburgs stieg die Schülerzahl 1943/1944 weiter an und schon bald wurde es in den Gebäuden an der Bornemannstraße zu eng. Die Stadt Soltau kaufte daraufhin zwei Unterkunftsbaracken der Luftwaffenmunitionsanstalt Oerrel, die am 3. Mai 1944 der Schule übergeben wurden. Als der Krieg in die letzte Phase eintrat, kamen im Februar 1944 zum Teil komplette Schulklassen aus Hamburg nach Soltau.
Am 9. September 1944 wurden alle Soltauer Schulen geschlossen, um für die Aufnahme von Evakuierten genutzt werden zu können. In den Räumen der Oberschule bezogen 400 Personen Notquartier. In den nächsten Monaten fand der Unterricht nur sehr eingeschränkt und unregelmäßig statt. Ab April 1945 nutzte die Wehrmacht das Schulgebäude als Lazarett. Am 17. April 1945 wurde die Stadt durch die Alliierten eingenommen, die britische Militärregierung übernahm die Kontrolle. Die Schulgebäude wurden von der Besatzungsmacht beschlagnahmt.

### Neuanfang und Neubau (1946–1969)
Der Oberschullehrer Wilhelm Stietz trat als Vermittler und Dolmetscher des britischen Gouverneurs ein und wurde später als kommissarischer Schulleiter eingesetzt. Bis Mitte Oktober 1945 war jeglicher Schulunterricht verboten, Lehrer und Lehrmaterialien wurden eingehend geprüft. Ab Oktober begann dann der Unterricht für die Klassen 1–3 wieder, er fand in den Baracken statt. Ende November folgten auch die Klassen 4–7, insgesamt nahmen zunächst 304 Schüler am Unterricht teil. In den Weihnachtsferien 1945/1946 wurde das Haupthaus wieder eingerichtet, ein Großteil der Möbel und Materialien waren geplündert worden. Im Februar 1946 öffnete auch das Schülerheim wieder seine Tore. Zwischen Oktober 1945 und Dezember 1947 fanden vier „Übergangslehrgänge“ statt, in denen insgesamt 128 Teilnehmern aus allen Gebieten des Reiches die Möglichkeit gegeben wurde, die Reifeprüfung nachzuholen. Insbesondere durch zugezogene Heimatvertriebene stieg die Schülerzahl in den nächsten Monaten rasch an (536 Schüler zu Ostern 1946).

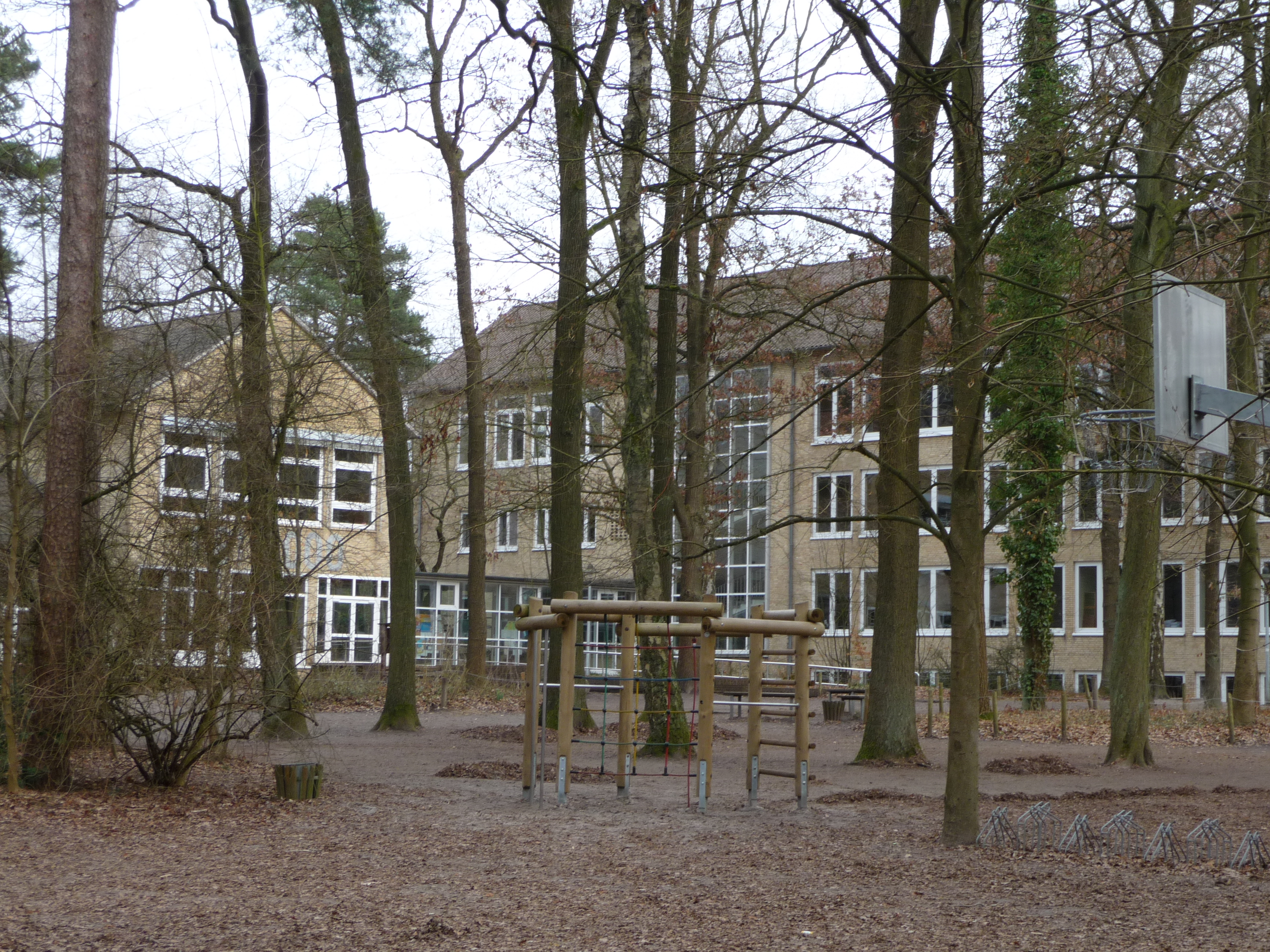
Blick über den Schulhof auf den Haupttrakt des Neubaus

Der Unterricht in den Nachkriegsjahren wurde insbesondere durch den Mangel an Lebensmitteln und Lehrmaterialien aller Art und die Raumnot erschwert. Der Bau von drei weiteren Baracken auf dem Schulgelände in den folgenden Jahren linderte letztere kaum. Pläne für einen Neubau der Oberschule lagen ab 1952 vor. Nachdem der Landkreis Soltau zum 30. September 1954 die Trägerschaft der Schule übernahm und das vorgesehene Gelände im Böhmewald von der Stadt kaufte, erfolgte am 9. Dezember 1955 die Grundsteinlegung. Die Fertigstellung der Klassentrakte und die Schlüsselübergabe, die eigentlich bereits im Frühjahr 1957 vorgesehen war, erfolgte am 8. Oktober 1958. Im Herbst 1959 wurde auch die neue Turnhalle eröffnet.
Aufgrund des Düsseldorfer Abkommens von 1955 wurde die Soltauer Oberschule bereits zu Ostern 1956 umbenannt in Gymnasium Soltau. Das Schülerheim hatte aufgrund der finanziellen Probleme vieler Familien sinkende Schülerzahlen zu verzeichnen, zu Ostern 1957 wurde der Heimbetrieb auch aufgrund des bevorstehenden Umzuges schließlich eingestellt. Das Schuljahr 1959/1960 war das erste, in dem kein Schulgeld mehr gezahlt werden musste.

### Wachstum und Reformen (1970–1989)
Die Aula und damit der ursprünglich geplante Gesamtkomplex war 1970 gerade fertiggestellt, da gab es bereits erneute Raumprobleme in dem eigentlich doch so geräumigen Neubau. Da die Schülerzahl mittlerweile die 1000 erreicht hatte und weiter anstieg, mussten einzelne Fachräume zu Klassenräumen umgebaut werden, es folgte außerdem ein kleiner Anbau an den Trakt C. Dennoch wurden zahlreiche Wanderklassen eingerichtet, einzelne Klassen mussten später in die Räume der benachbarten Berufsschule ausgelagert werden. Dazu kam ab 1969 ein großer Lehrermangel in ganz Niedersachsen, was zu großen Klassen und vermehrtem Unterrichtsausfall führte. In den Klassen 11 bis 13 wurde eine Aufteilung in einen sprachlichen und einen mathematisch-physikalischen Schwerpunkt vorgenommen, meistens wurden drei Klassen (sprachlich-latein, sprachlich-französisch sowie mathematisch) zum Abitur geführt.
Dem Zeitgeist entsprechend gab es in dieser Zeit auch in Soltau etliche kleinere und größere Konflikte und Proteste zwischen Lehrern und Schülern. Dazu beschlossen Bund und Länder zahlreiche Schulreformen, die auch das Soltauer Gymnasium betrafen.
Ab 1971 wurden zwei Klassen mit Schneverdinger Schülern direkt vor Ort unterrichtet, daraus entstand 1976 die Kooperative Gesamtschule Schneverdingen. Zum 1. August 1980, dem letztmöglichen Zeitpunkt, wurde im Altkreis Soltau die Orientierungsstufe eingerichtet. Die Klassen 5 und 6 waren damit nicht mehr Teil des Gymnasiums. 1982 wurden zwei der sieben 7. Klassen in einer neu eröffneten Zweigstelle im Schulzentrum in Munster unterrichtet, daraus entstand zum 1. August 1986 das eigenständige Gymnasium Munster. Diese Maßnahmen und die geburtenschwächeren Jahrgänge führten zu einer Halbierung der Schülerzahlen von über 1400 (1979) auf knapp 700 (1989). Die Probleme Unterrichtsausfall und Raumnot waren – auch aufgrund von bereits 1974 genehmigten, aber erst 1986 verwirklichten, umfangreichen Um- und Anbauten (Fachbereiche, Forum) – damit vorerst deutlich entschärft.

### Entwicklung in jüngerer Zeit (seit 1990)

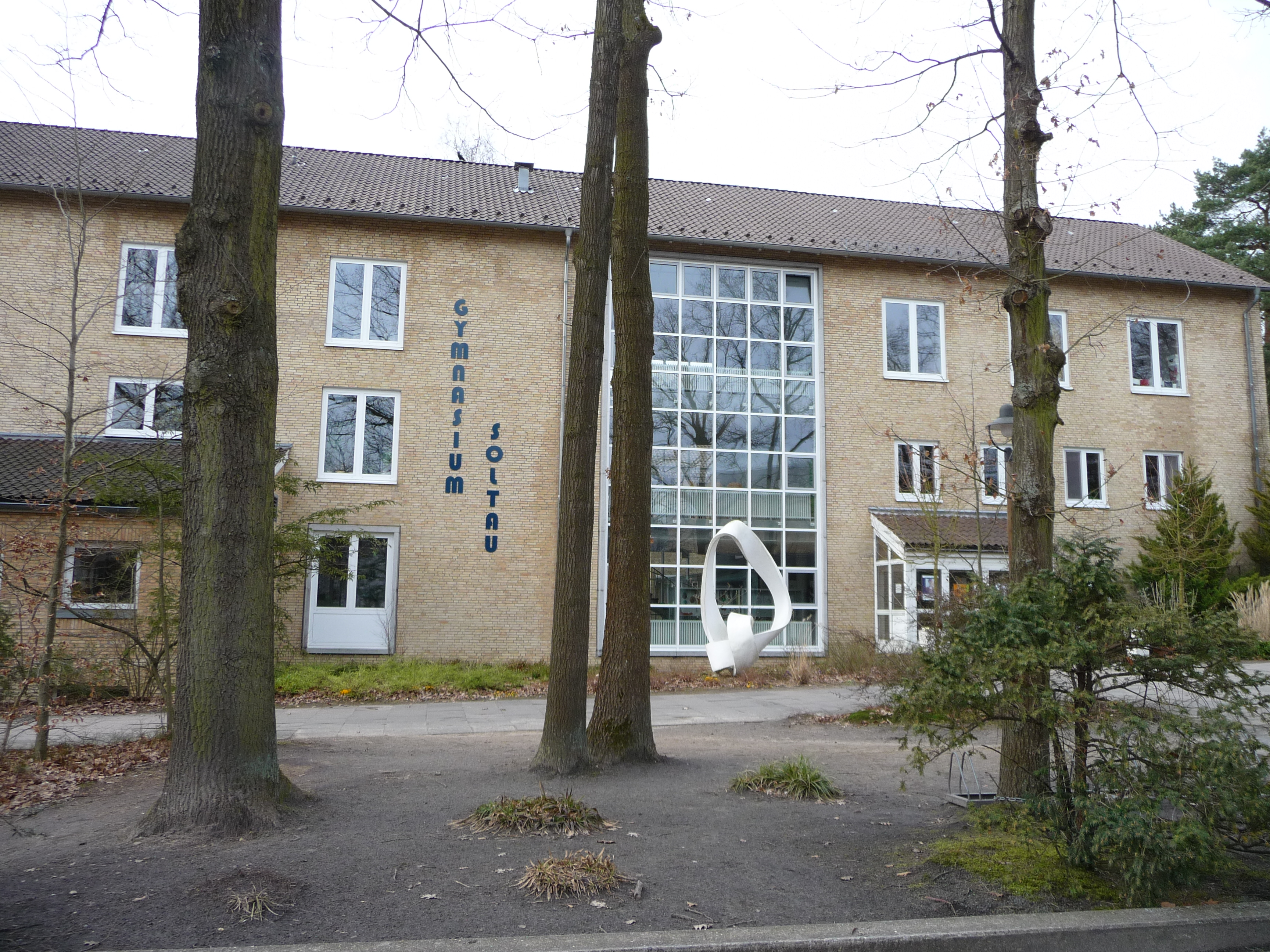
Haupteingang mit Möbiusband (2009)

Der Förderverein des Gymnasiums Soltau e. V. wurde 1997 gegründet und unterstützt die Schule unter anderem beim Erwerb von Lehrmaterialien und bei der Finanzierung verschiedener Projekte. Zudem betreiben die Mitglieder des Vereins die Cafeteria.
Als zum Ende des Schuljahres 2003/04 die Orientierungsstufen wieder abgeschafft wurden, wuchs die Schülerzahl des Gymnasiums durch die Wiederaufnahme der Jahrgänge 5 und 6 um 50 Prozent an. Die Jahrgangsstufe 11 (später auch 10) wurden ausgelagert in die ehemaligen Gebäude der Orientierungsstufe I an der Rosenstraße.
Seit 2003 ist das Gymnasium eine offene Ganztagsschule. 2007 eröffnete im Schulzentrum im Böhmewald eine Mensa für die gemeinsame Nutzung durch die Schüler von Gymnasium und Oberschule (vormals Haupt- und Realschule). Im gleichen Jahr erfolgte der Beschluss für den Abriss und Neubau der mittlerweile veralteten Turnhalle. Der Bau der modernen Einfeldhalle mit Solaranlage erfolgte mit Mitteln aus dem Konjunkturpaket II, die Eröffnung fand am 11. November 2011 statt. Parallel wurde auch der Naturwissenschaftstrakt (Atrium) erweitert und modernisiert.
Die Schülerzahlen stiegen in den nächsten Jahren bis auf 1363 (Schuljahr 2007/2008) an. Seitdem sind die Zahlen rückläufig, auch die Zuordnung der Bispinger Schüler an das Gymnasium in Munster brachte Entspannung. 2011 übernahm daher die Kreisvolkshochschule das Gebäude an der Rosenstraße, dort nutzt das Gymnasium nur noch vier Klassenzimmer und einen Musikraum.
Im Jahr 2009 wurde die Bibliothek modernisiert und in Zusammenarbeit mit der Bibliothek Waldmühle zu einem Selbstlernzentrum aufgebaut. Ab Sommer 2013 folgten umfassende Sanierungen der drei Klassentrakte, auch eine digitale Ausstattung aller Klassenräume wurde angestrebt. Im Frühjahr 2014 wurde dann die Aula grundsaniert. Im ersten Halbjahr 2015 wurde direkt an das Forum anschließend eine Pausenhalle und ein dritter Musikraum errichtet, die auch zusammen für Veranstaltungen mit bis zu 150 Personen genutzt werden können.
2018 feierte das Gymnasium sein 125-jähriges Bestehen mit einer Feierstunde und anschließendem Schulfest sowie mit mehreren Konzerten unter anderem gemeinsam mit der NDR Bigband. Höhepunkt war ein Funkkontakt mit dem Astronauten Alexander Gerst auf der Internationalen Raumstation, der im Rahmen des Projektes ARISS von einer Schülergruppe vorbereitet und am 23. Oktober durchgeführt wurde.

## Gebäude

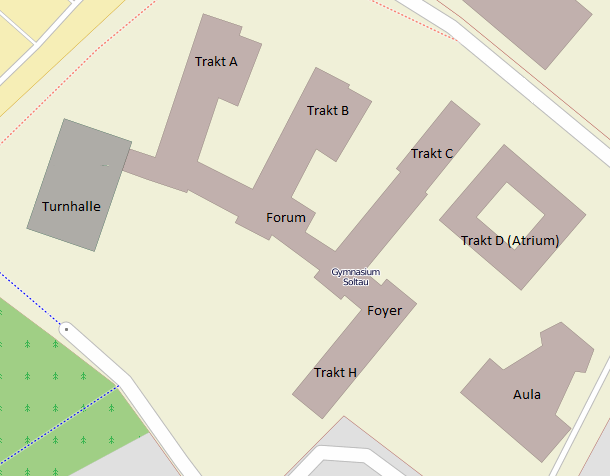
Gebäudeplan

Das Hauptgebäude an der Ernst-August-Straße im Böhmewald gliedert sich in drei langgezogene, zweigeschossige Trakte, einen als Atrium angelegten Naturwissenschaftstrakt und einen Haupttrakt, in dem unter anderem Verwaltung und Lehrerzimmer untergebracht sind. Im Forum, das für Veranstaltungen und als Aufenthaltsbereich genutzt wird, befindet sich eine von den Schülern betriebene Cafeteria; in unmittelbarer Nachbarschaft zum Hauptgebäude wird gemeinsam mit der Oberschule Soltau eine Mensa betrieben. Im Gebäude ist zudem die Kreisbildstelle im A-Trakt untergebracht. 2010 wurde eine neue Turnhalle gebaut, zuletzt wurde auf dem Schulhof eine kleine Pausenhalle errichtet. Als Raumausgleich wurden zeitweilig zusätzlich einige Räume im Gebäude der ehemaligen Orientierungsstufe I an der Rosenstraße genutzt. Neben der neuen Sporthalle am Gymnasium wird auch die Sporthalle in der Rosenstraße für den Sportunterricht genutzt.
In der Aula des Gymnasiums finden regelmäßig Theater- und Musikveranstaltungen statt. Sie bietet eine professionelle Theaterbühne und hat eine Kapazität für 530 Besucher.
Nahe der Schule befinden sich das Hindenburgstadion und die Soltau-Therme, die beide für den Sportunterricht genutzt werden.

## Ausstattung und Angebote
Als zweite Fremdsprache neben Englisch werden Latein, Französisch und seit 2021 auch Spanisch ab der sechsten Klasse angeboten. Ab der achten Klasse steht wahlweise auch Russisch zur Auswahl. Auch bilingualer Geschichtsunterricht stehen auf dem Lehrplan.
Es stehen spezielle Fachräume für die Bereiche Musik, Kunst, Chemie, Physik, Biologie und Erdkunde sowie zwei Sprachlabore und ein Computerraum zur Verfügung.
Im Juni 2009 wurde ein Selbstlernzentrum eröffnet. In Kooperation mit der Bibliothek Waldmühle bietet diese ein sogenanntes Schülercenter an, indem für einzelne Fächer spezielle Bücher angeboten werden.

## Kooperationen und Projekte

### Studien- und Berufsvorbereitung
Das Gymnasium bemüht sich seit 1994 sehr, im Rahmen der Berufsorientierung mit den örtlichen Unternehmen zusammenzuarbeiten. Jedes Jahr finden an der Schule die Studien- und Berufsinformationstage (BIT) statt, an denen sich die Schüler mit Referenten aus allen Berufsfeldern austauschen können. Weitere Verbindungen, insbesondere in der Vermittlung von Praktikumsplätzen, bestehen mit lokalen Unternehmen und der Redaktion der Böhme-Zeitung. Des Weiteren wurden Kooperationsverträge mit der TU Hamburg und mit dem Standort Suderburg der Ostfalia Hochschule abgeschlossen. Für dieses Engagement erhielt die Schule 2005 die Auszeichnung „proBeruf! – Schule-Wirtschaft“. Zudem gibt es eine MINT-Klasse (Themenschwerpunkte Mathematik, Informatik, Naturwissenschaften, Technik). Diese nimmt unter anderem an zahlreichen Wettbewerben, wie zum Beispiel dem Daniel-Düsentrieb-Wettbewerb oder Jugend Baut statt.

### Soziales und Gesundheit
2009 wurde die Schule als Schule ohne Rassismus – Schule mit Courage ausgezeichnet. Sie gewann zudem den Wettbewerb Fair bringt mehr unter der Schirmherrschaft des niedersächsischen Ministerpräsidenten. Auch Aktionen zur Sucht- und Gewaltprävention (Schritte gegen Tritte) gehören zum Schulprogramm. Weitere Projekte sind die Mitwirkung beim Hochbegabtenverbund Soltau und die Einrichtung eines Raumes der Stille zur Entspannung für Lehrer und Schüler. Das Konzept zum Gesundheitsmanagement wird zurzeit einer Bearbeitung unterzogen.

### Kunst und Kultur
Die Schule nimmt am Comenius-Programm teil und organisiert darüber hinaus regelmäßig Austausche mit Partnerschulen in Rennes (Frankreich), Tynset (Norwegen), Myślibórz (Polen), Uherské Hradiště (Tschechien) und Smolensk (Russland).
Seit 2012 existiert die Schülerfirma uniqART, die sich Design, Produktion und Verkauf von verschiedenen Textilartikeln zur Aufgabe gemacht hat.
Das Gymnasium Soltau legt außerdem großen Wert auf seine zahlreichen musikalischen Arbeitsgemeinschaften (z. B. Bigband, Orchester, Chor), die zweimal jährlich ein großes Konzert organisieren. Auch Theater- und Musicalaufführungen der Schüler haben Tradition. Zusätzlich gibt es derzeit eine Bläserklasse, in der alle Schüler ein Instrument erlernen.

## Persönlichkeiten

### Schulleiter
- 1893: Christian Gerdes
- 1893–1899: Max Busse
- 1899: Oskar Deppe
- 1899–1900: Martin Wilbrandt
- 1900–1902: Reinhold Ungefroren
- 1902–1923: Heinrich Aschermann
- 1923–1942: Hans Christian Cordsen
- 1943–1945: Wilhelm Schaeffer
- 1945–1946: Wilhelm Stietz (kommissarisch)
- 1946–1954: Wilhelm Weber
- 1954–1960: Wilhelm Geiger
- 1960–1962: Carl Böse
- 1962: Hermann Buse (kommissarisch)
- 1962–1969: Helmut Büngener
- 1969–1994: Karl-Heinz Liebe
- 1994–1999: Hermann Wulfert
- 2000–2006: Jutta Wolf
- 2006: Uwe Neumann (kommissarisch)
- 2006–2014: Ursula Tiedemann
- 2014–2015: Ulrike Begemann (kommissarisch)
- seit 2015: Volker Wrigge

### Lehrer
- Otto Calliebe (1893–1976), NS-Funktionär
- Willi Eggers (1911–1979), Autor und Lyriker in niederdeutscher Sprache
- Arnold Kirsch (1922–2013), Mathematikdidaktiker
- Jürgen Kroymann (1911–1980), klassischer Philologe

### Schüler
- Hans-Christian Biallas (1956–2022), Politiker (CDU) und Mitglied des niedersächsischen Landtages
- Mijk van Dijk (* 1963) (eigentlich Michael van den Nieuwendijk), DJ und Musikproduzent elektronischer Musik
- Michael Farin (* 1953), Germanist, Verleger und Autor
- Volkram Gebel (* 1943), Politiker (CDU) und Landrat
- Peter Goerke-Mallet (* 1955), Bergbau-Ingenieur und Markscheider des Bergwerks Ibbenbüren
- Klaus Klang (* 1956), Politiker (CDU) und Staatssekretär
- Gesine Meißner (* 1952), Politikerin (FDP) und Mitglied des Europäischen Parlaments
- Karsten Möring (* 1949), Politiker (CDU) und Mitglied des Deutschen Bundestages
- Helge Röbbert (* 1966), Bürgermeister in Soltau
- Andrea Schröder-Ehlers (* 1961), Politikerin (SPD) und Mitglied des niedersächsischen Landtages
- Annemarie Tomei (1928–2021), Politikerin (FDP) und Mitglied des niedersächsischen Landtages
- Martin Visbeck (* 1963), Hochschullehrer und Klimaforscher
- Nathalie Volk (* 1997), Model und Reality-Show-Teilnehmerin
- Lutz Winkelmann (* 1956), Politiker (CDU) und Mitglied des niedersächsischen Landtages
- Wolfgang von Gahlen-Hoops (* 1974), Pflegewissenschaftler und Hochschullehrer Christian-Albrechts-Universität zu Kiel
- LEZA, Sängerin und Songwriterin